# Soczi
Soczi (ros. Сочи, gruz. სოჭი, orm. Սոչի) – miasto – największy letni kurort w Rosji – położone w Kraju Krasnodarskim, niedaleko granicy z Gruzją (Abchazja).
Od strony północno-wschodniej miasto otoczone jest przez góry Kaukaz; aglomeracja rozpościera się nad brzegiem Morza Czarnego, wzdłuż drogi biegnącej z Dżubgi do Suchumi, na długości 147 km, co czyni je drugim pod względem długości miastem na świecie. Liczba mieszkańców wynosi 443 562 (2020), organizator 22. Zimowych Igrzysk Olimpijskich.

## Historia
Teren, na którym znajduje się dzisiejsze Soczi, od VI do XV w. należał do królów Abchazji (od XI w. wraz z Abchazją do zjednoczonego Królestwa Gruzji). W czasach nowożytnych zamieszkiwali tu m.in. Abchazowie i Adygejczycy. Od XV wieku pod kontrolą lokalnych klanów, będących pod formalnym zwierzchnictwem Imperium Osmańskiego. W 1829 w wyniku wojny rosyjsko-tureckiej przypadł Rosji.
Miasto zostało założone w 1838 jako Fort Aleksandria. W 1839 zostało przemianowane na Twierdzę Nawagińską, a od 1864 nazywało się Placówka Dachowska. Nazwa Soczi pojawiła się w 1896 (od nazwy rzeki, nad którą było położone). Na początku XX w. Soczi zaczęło się przekształcać w kurort. W 1917 uzyskało prawa miejskie.
W obliczu upadku caratu w Rosji wybuchł konflikt o przynależność Soczi pomiędzy białymi, bolszewikami oraz odzyskującą niepodległość Gruzją. 6 lipca 1918 kontrolę nad Soczi objęła Gruzja, a we wrześniu, po deklaracji lokalnych władz, formalnie włączyła miasto do państwa. Gruzini wycofali się z Soczi w lutym 1919 po ofensywie białych. Po zdobyciu miasta biali zmuszali lokalną ludność do przyłączania się do Armii Ochotniczej. W kwietniu 1920 kontrolę nad Soczi i okolicami przejęli bolszewicy. Miasto przynależało od tej pory do RFSRR, a od 1922 do ZSRR. Od 1937 wchodzi administracyjnie w skład Kraju Krasnodarskiego.
W latach 1917–1921 w Soczi funkcjonowała polska placówka o charakterze konsularnym.
Przy okazji zimowych Igrzysk olimpijskich w 2014 r. w mieście otworzono Cerkiew Obrazu Chrystusa Zbawiciela Nie Ludzką Ręką Uczynionego.

## Klimat
| Miesiąc                                                             | Sty | Lut | Mar  | Kwi  | Maj  | Cze  | Lip  | Sie  | Wrz  | Paź  | Lis  | Gru  | Roczna |
| ------------------------------------------------------------------- | --- | --- | ---- | ---- | ---- | ---- | ---- | ---- | ---- | ---- | ---- | ---- | ------ |
| Średnie temperatury w dzień [°C]                                    | 9,6 | 9,9 | 12,2 | 16,6 | 20,6 | 24,6 | 27,4 | 27,9 | 24,7 | 20,4 | 15,3 | 11,8 | 18,4   |
| Średnie dobowe temperatury [°C]                                     | 6,1 | 6,0 | 8,2  | 12,1 | 16,0 | 20,2 | 23,2 | 23,6 | 20,0 | 15,8 | 11,1 | 8,1  | 14,2   |
| Średnie temperatury w nocy [°C]                                     | 3,6 | 3,3 | 5,2  | 9,0  | 12,7 | 16,7 | 19,7 | 19,9 | 16,4 | 12,5 | 8,1  | 5,5  | 11,1   |
| Opady [mm]                                                          | 184 | 135 | 121  | 120  | 110  | 104  | 128  | 121  | 127  | 167  | 201  | 185  | 1703   |
| Średnia liczba dni z opadami                                        | 19  | 18  | 18   | 18   | 16   | 14   | 11   | 10   | 13   | 15   | 17   | 20   | 189    |
| Wilgotność [%]                                                      | 73  | 72  | 72   | 75   | 79   | 79   | 79   | 78   | 76   | 76   | 74   | 72   | 75     |
| Średnie usłonecznienie [h]                                          | 96  | 105 | 145  | 161  | 221  | 258  | 279  | 281  | 226  | 195  | 121  | 86   | 2174   |
| Źródło: pogodaiklimat.ru (liczba dni z opadami dla wartości 0,1 mm) |     |     |      |      |      |      |      |      |      |      |      |      |        |

| Sty  | Lut | Mar | Kwi  | Maj  | Cze  | Lip  | Sie  | Wrz  | Paź  | Lis  | Gru  | Rok  |
| ---- | --- | --- | ---- | ---- | ---- | ---- | ---- | ---- | ---- | ---- | ---- | ---- |
| 10,2 | 8,8 | 8,6 | 10,8 | 16,8 | 22,4 | 26,3 | 26,8 | 24,3 | 20,0 | 14,9 | 11,5 | 16,8 |

## Transport
W mieście znajduje się stacja kolejowa Soczi i port lotniczy Soczi-Adler.

## Sport

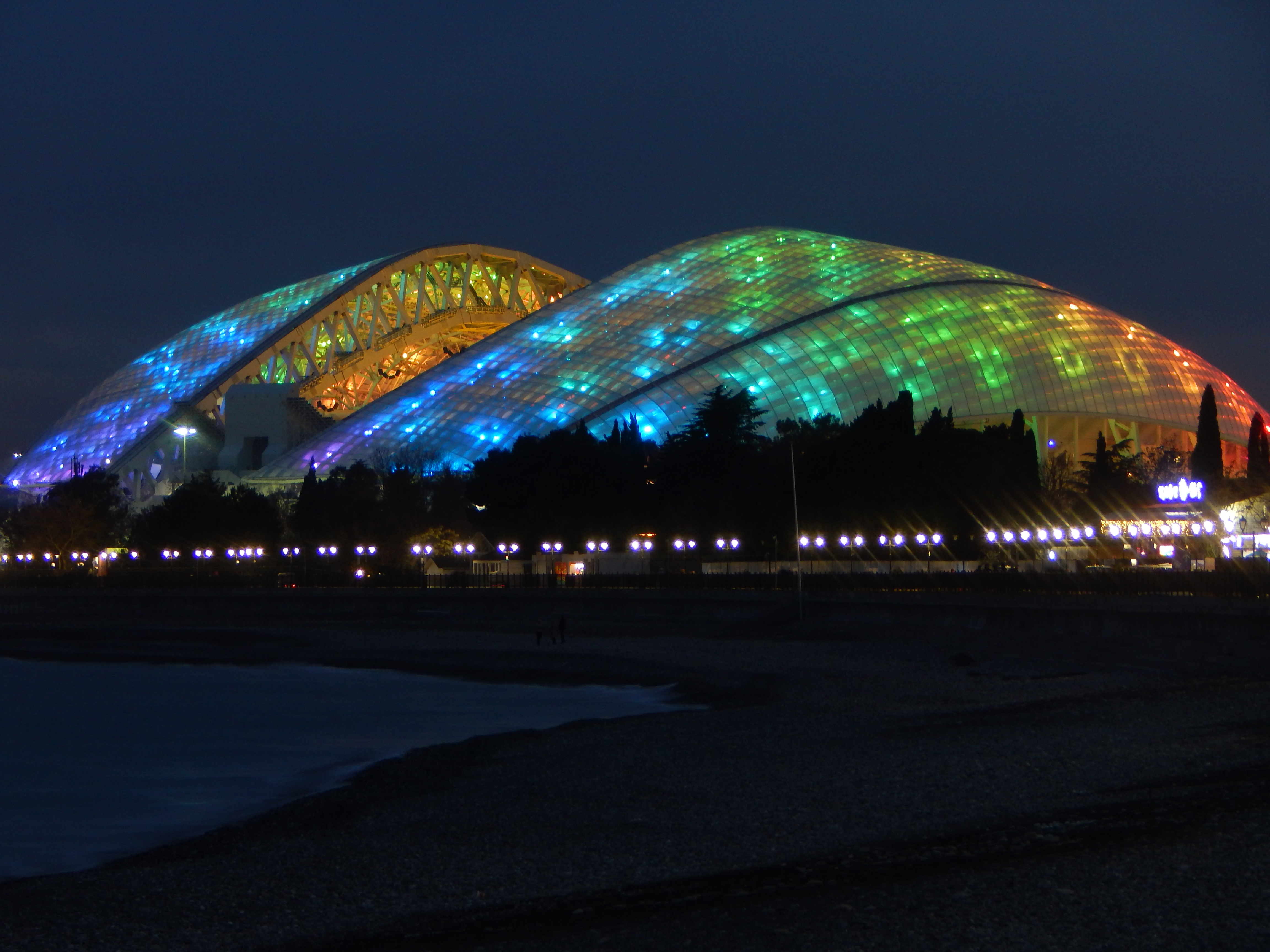
Stadion Olimpijski

### Wyścigi samochodowe
- Sochi Autodrom – tor wyścigowy[6].

### Kluby sportowe
- Żemczużyna Soczi – klub piłkarski
- Dinamo-Żemczużyna-2 Soczi – klub piłkarski
- HK Soczi – klub hokejowy

### Zimowe Igrzyska Olimpijskie w 2014 roku
Soczi organizowało w 2014 dwudzieste drugie Zimowe Igrzyska Olimpijskie. W mieście odbywały się zawody w dyscyplinach „lodowych”, powstały tam też najważniejsze obiekty związane z igrzyskami, między innymi stadion olimpijski, obiekty treningowe oraz centrum prasowe i telewizyjne. Druga część imprezy sportowej odbywała się w oddalonej o godzinę drogi od Soczi Krasnej Polanie – tam olimpijczycy rywalizowali w dyscyplinach „śniegowych”.

### Mistrzostwa Świata w Piłce Nożnej
W 2018 roku w mieście odbyło się sześć meczów podczas mistrzostw świata w piłce nożnej:
- 15.06 / 21:00 Portugalia – Islandia
- 18.06 / 18:00 Belgia – Panama
- 23.06 / 18:00 Niemcy – Szwecja
- 26.06 / 17:00 Australia – Peru
- 30.06 / 19:00 ⅛ finału Urugwaj – Portugalia
- 07.07 / 19:00 ¼ finału Rosja – Chorwacja

## Zabytki
- Latarnia morska z 1891 r.

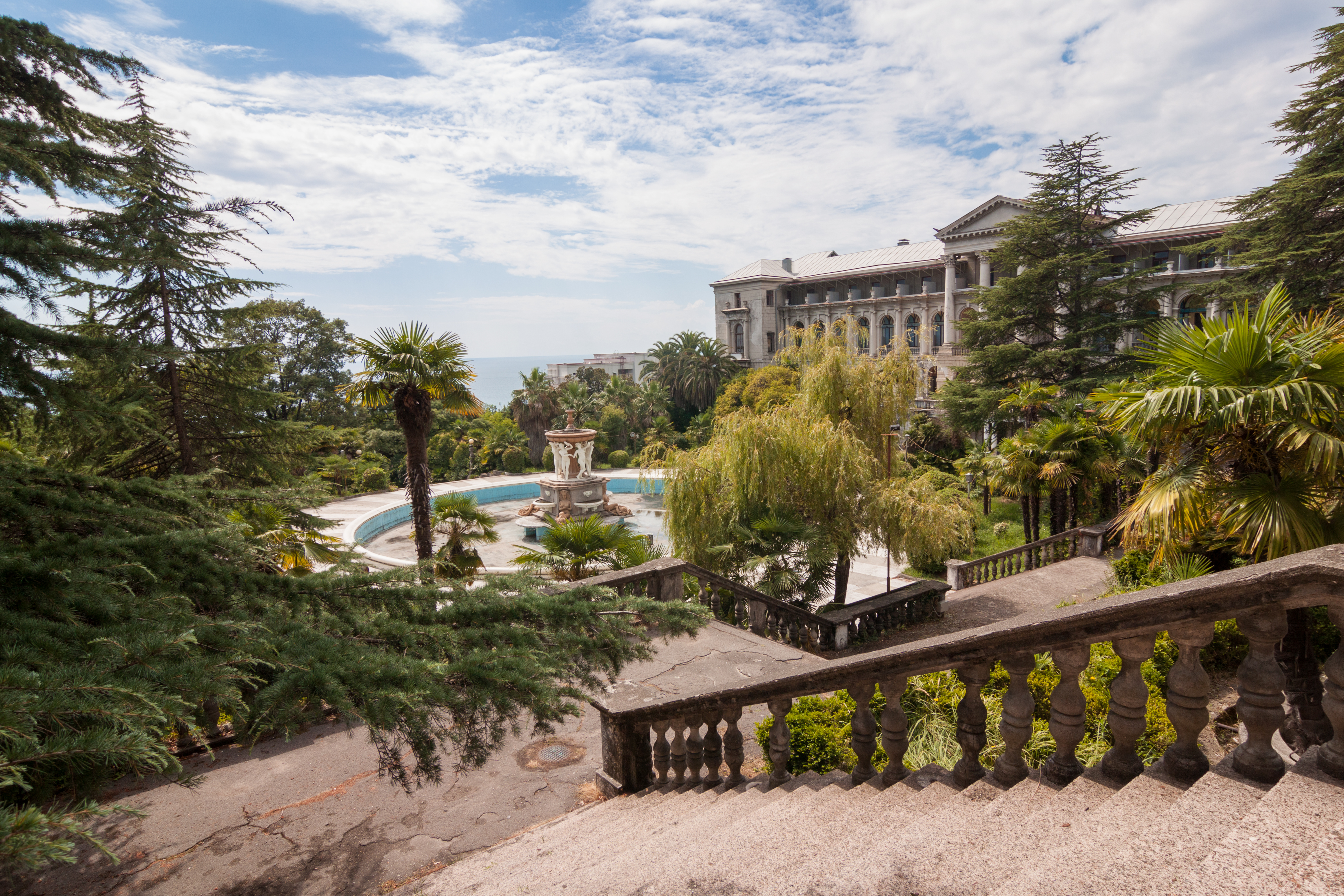
Sanatorium Ordżonkidze

- Sobór Archanioła Michała z l. 1874–1890
- Arboretum założone w 1890 r.
- Teatr Zimny z 1937 r.
- Sanatorium Ordżonkidze z l. 1937–1955

## Katastrofy
- 3 maja 2006 – katastrofa Airbusa A320, należącego do armeńskich linii Armavia na Morzu Czarnym, 6 km od miasta. W Katastrofie zginęło 113 osób – wszyscy na pokładzie.
- 25 grudnia 2016 – katastrofa Tupolewa Tu-154, należącego do Sił Powietrznych Federacji Rosyjskiej na Morzu Czarnym, 1,5 km od miasta. W Katastrofie zginęły 92 osoby – wszyscy na pokładzie; wśród ofiar było 64 artystów Chóru Aleksandrowa.

## Ludzie związani z Soczi

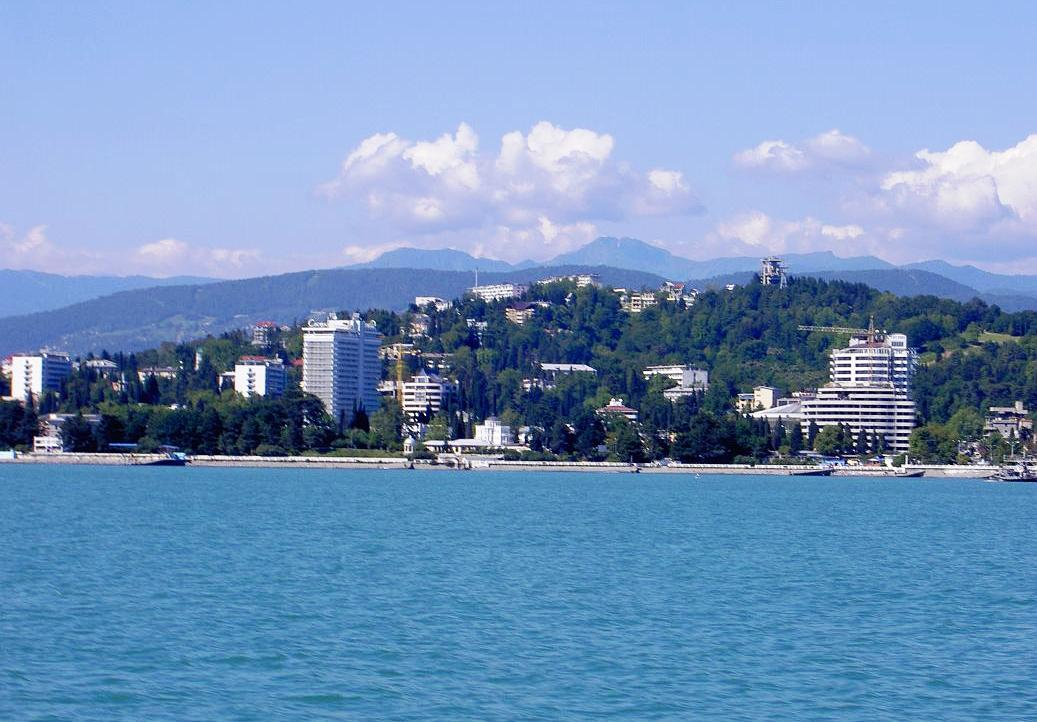
Widok na Soczi od strony morza

- Aleksandr Bestużew – rosyjski poeta
- Andriej Gejm – brytyjsko-holenderski fizyk
- Jewgienij Kafielnikow – rosyjski tenisista
- Slawa Metreweli – gruziński piłkarz
- Boris Niemcow – rosyjski polityk
- Marija Szarapowa – rosyjska tenisistka
- Robert Zebeljan – ormiański piłkarz

## Miasta partnerskie
- Cheltenham (Wielka Brytania)
- Espoo (Finlandia)
- Long Beach (Stany Zjednoczone)
- Mentona (Francja)
- Parnawa (Estonia)
- Rimini (Włochy)
- Trabzon (Turcja)
- Weihai (Chińska Republika Ludowa)
- Baden-Baden (Niemcy)